# Linia kolejowa nr 513
Linia kolejowa nr 513 – pierwszorzędna, zelektryfikowana, jednotorowa linia kolejowa znaczenia państwowego łącząca stację Krusze ze stacją Tłuszcz.